# 너는 펫
《너는 펫》(일본어: きみはペット 기미와 펫토[*], Tramps Like Us)은 오가와 야요이의 만화 작품이다. 2003년 제27회 고단샤 만화상 소녀부문 수상.

## 개요
고단샤의 만화 잡지 《Kiss Carnival》 2000년 6월호에 PET이라는 제목으로 첫 게재된 후, 같은 해 2000년 10월호부터 2000년 12월호까지 단기 연재되었다. 그 후, 현재의 제목으로 2000년부터 2005년까지 Kiss에 연재되었다.2003년 TBS에서 텔레비전 드라마화 된다.
단행본은 토쿄팝에서 영어, 독일어판, 구로카와에서 프랑스어판, 스타 코믹에서 이탈리아어판이 시판되었다.

## 줄거리
고단 신문사에서 근무하는 이와야 스미레는 모델같은 외모와 명석한 두뇌를 가진 커리어우먼이지만 사실 세심하고 연애에 서툴다. 실연과 좌천으로 스트레스를 받고 있던 어느 날, 스미레는 집 앞에서 종이 상자 안에 담겨 버려진 청년 고다 다케시를 발견한다. 과거에 키우던 애완동물과 닮은 다케시에게 애완동물로서 함께 살 것은 제안하는 스미레와, 말도 안되는 제안이지만 흔쾌히 수락하는 다케시. 그런 두 사람의 기묘한 동거 생활을 그린 이색 러브 코미디이다.

## 등장 인물
이와야 스미레 (巌谷 澄麗)
신장 170cm. 도쿄대학 졸업. 하버드 대학 유학·졸업 후 고단 신문사 입사. 엘리트 노선인 외보부 (外報部) 소속이었으나, 실연의 상처로 부장의 틀니를 부러뜨려 생활 정보부로 좌천된다. 그러던 중 다케시(모모)를 주워 애완동물로 키우게 된다. 만화에서는 가타카나 스미레 (スミレ)로 표기된다. 회사에서는 쿨뷰티 커리어우먼으로 평판이 나있지만, 실제로는 세심하고 연애에 서툰 성격이다.
할아버지가 가라테와 유도, 고부토 기술을 합친 '이와야 무투(武闘) 학원'을 운영하고 있어 스미레도 무술에 능하다. 모모에게 자주 프로 레슬링 기법을 쓰기 때문에 학대가 의심된다. 덧붙여 고양이 알레르기.
패션 센스가 좋지만 기본적으로 초등학교 때부터 친구 유리를 참고한 것이다. 사실 대학까지는 수수함, 촌스러움, 안경 삼박자로 남자에게 인기가 있지는 않았지만, 유리의 특훈과 자신의 외모에 대한 자신감으로 쿨뷰티한 여성이 되었다. 하스미와 헤어진 후 자신보다 키가 작은 모모와 어울리는 스타일을 유리에게 상의하러 가기도 한다.
가장 자신있는 것은 요리인데 이것은 교제했던 요시다에게 '일만 하는, 집안 일을 하지 않는 여자로 비춰지기 싫다.'는 생각으로 시작한 노력의 산실이다. 따라서 스미레의 요리는 일본식 달걀찜이나 새우 튀김 등, 요리책을 보고 만든 것이 많다.
고다 다케시 (合田 武志) / 모모 (モモ)
붉은색 펌 헤어스타일. 어렸을 때부터 어머니와 누나의 영향으로 클래식 발레를 배웠다. 4명의 누나가 있는 5남매의 막내. 모계가족에서 태어났기 때문에 누구보다 여자의 마음을 잘 헤아려 스미레를 치유해 주는 존재가 된다. 스트레스로 인한 신경성 지병이 있어 첫 유학 시절 발레 파트너를 재기 불능으로 만들어 버린다. 실의에 빠져 있다가 일본으로 귀국했으나 문제가 생겨 종이 상자에 담겨 버려지고, 자신을 발견한 스미레의 애완 동물 제안을 받아들인다. 모모라는 이름은 자신이 키우던 애완 동물과 모모가 닮았다고 스미레가 붙여준 이름.
본명은 도라에몽의 도라에몽의 만퉁퉁(만퉁퉁)과 같다. 스미레는 모모를 본명으로 부르지 않는다. 15세 때 로잔 국제 발레 콩쿨에서 좋은 성적을 남겨 신문에 실린 적이 있다. 고전 무용에 한계를 느끼고 현재는 현대 무용으로 전향했다.
하스미 시게히토 (蓮實 滋人)
신장 183cm. 도쿄대학 졸업. 대학 시절 스미레의 펜싱부 선배. 고단 신문사 외보부 소속. 홍콩 지사에 배속 된 엘리트. "외보부 유일의 얼짱"이라는 스미레의 말처럼 고신장, 고학력, 고수입 등 3고의 능력을 갖췄다.
도쿄대학에 다닐 때 교제한 연인과 결혼할 예정이었으나, 스미레와 하룻 밤을 보내고 파국했다. 홍콩 지사에서 귀국하자 마자 스미레에게 청혼한다.
시로타에 유리 (白妙 ユリ)
스미레의 소꿉친구. 파일럿인 남편과의 사이에 딸 1명을 두고 있다. 현재는 약간 비만이지만 학창시절에는 누구나 인정하는 미소녀였으며, 여러 남자들과 교제하였다. 최종적인 가족 구성으로는 남편 신이치와 딸 란, 아야메인 4인 가족.
후쿠시마 시오리 (福島 紫織)
23세. 중학교 졸업 후 상경해서 고등학교를 다니며 일을 한다. 치과전문학교를 졸업하고 치위생사 자격증을 취득. 아버지에게 보란듯이 결혼하기 위해 하스미에게 접근한다.
글래머러스한 몸매 때문에 연이어 부자남들이 접근해 온다. 또한 홍콩 지사에 발령 된 하스미 때문에 단기간에 영어 기술을 취득하는 초인적인 능력을 발휘.
홍콩에 살던 중 아버지가 사망하자 복수할 목적이 없어진다.

## 2003년 텔레비전 드라마
《너는 펫》(きみはペット 기미와 페트[*], Tramps Like Us)의 제목으로, TBS 계열의 「TBS 수요 10시」틀에서 2003년 4월 16일부터 6월 18일까지, 매주 수요일 22시~22시 54분에 방송된 텔레비전 드라마이다.고유키는 연속극 첫 주연을 맡는다.마츠모토준, 이시하라 사토미, 에이타, 오토바는 이 작품으로 TBS 계열의 연속 드라마 첫출연이 되었다.첫 회는 15분 확대된 22:00-23:09까지 방송되었다.

### 해설
2013년 2월 22일(10년 만)에 코유키×마츠모토 쥰 출연의 너는 펫 Blu-ray Disc가 발매되었다.

### 원작과의 차이점
- 후쿠시마 유카리의 직업이 치위생사에서 도도 신문사 사원으로 바뀌었다.
- 하스미의 부임처가 홍콩이 아닌 리오로 바뀌었다.
- 맨션 관리인이 여성에서 남성으로 바뀌었다.
- 스미레와 하스미의 관계가 대학 선후배가 아닌 고후 지사로 바뀌었다.
- 하스미가 스미레를 부를 때 "이와야씨"에서 "이와야"로 바뀌었다.

### 출연진
- 이와야 스미레 : 고유키
- 고다 다케시 (모모) : 마츠모토 준
- 하스미 시게히토 : 다나베 세이치
- 시로타에 유리 : 스즈키 사리나
- 후쿠시마 시오리 : 사카이 와카나
- 호리베 준페이 : 에이타
- 구라키 마유미 : 우에하라 미사
- 시부사와 루미 : 이시하라 사토미
- 요시다 유지 : 나가노 히로시

### 드라마 오리지널 캐스팅
- 와키사카 겐스케 : 야마사키 토오루
- 쿠리모토 하루카 : 오토하 - 도도 신문사 카페 웨이트리스 → 아사노의 비서
- 오이시 미노리 : 야마시타 신지 - 스미레네 맨션 관리인
- 시미즈 에이키치 : 와타나베 잇페이
- 호시노 시게루 : 미츠이시 켄
- 우리야마 노부유키 : 마기
- 하시모토 신야
- 시로타에 신이치 : 데라와키 야스후미
- 아사노 사토시 : 나가츠카 쿄조 - 도도 신문사 카운셀러
- 고다 요시에 : 나츠키 마리

### 스태프
- 프로듀서 : 스즈키 사나에, 하마다 아키코
- 연출 : 가네코 후미노리, 다카나리 마호코
- 각본 : 오오모리 미카
- 원작 : 오가와 야요이
- 음악 : bice
- 제작 : TBS 엔터테인먼트
- 제작, 저작 : TBS

### 주제가
- V6 〈Darling〉

### 부제·시청률
| 각 화                                                                                    | 방송일          | 부제 (풀이)           | 부제 (원제)        | 関東視聴率 | 関西視聴率 |
| ---------------------------------------------------------------------------------------- | --------------- | --------------------- | ------------------ | ---------- | ---------- |
| STORY1                                                                                   | 2003년 4월 16일 | 미소년 기르는 법      | 美少年の飼い方     | 11.6%      | 14.9%      |
| STORY2                                                                                   | 2003년 4월 23일 | 펫의 효능             | ペットの効能       | 11.5%      | 13.0%      |
| STORY3                                                                                   | 2003년 4월 30일 | 남자친구 VS 펫(♂)     | 彼氏VSペット（♂）  | 10.8%      | 14.1%      |
| STORY4                                                                                   | 2003년 5월 7일  | 연애 감염증           | 恋愛感染症         | 13.0%      | 14.0%      |
| STORY5                                                                                   | 2003년 5월 14일 | 가르쳐 줄게           | しつけてあげる     | 10.3%      | 10.4%      |
| STORY6                                                                                   | 2003년 5월 21일 | 기르던 개에게 물린 밤 | 飼い犬に噛まれた夜 | 11.9%      | 14.9%      |
| STORY7                                                                                   | 2003년 5월 28일 | 집에 가자             | おうちへかえろう   | 11.2%      | 11.6%      |
| STORY8                                                                                   | 2003년 6월 4일  | 모라토리엄의 종언     | モラトリアムの終焉 | 12.7%      | 14.5%      |
| STORY9                                                                                   | 2003년 6월 11일 | 마지막 밤에           | 最後の夜に         | 13.1%      | 16.7%      |
| STORY10                                                                                  | 2003년 6월 18일 | 낙원으로부터의 여행   | 楽園からの旅立ち   | 12.9%      | 14.9%      |
| 평균시청률 11.9%（関東）・13.9%（関西） （시청률은비디오리서치조사、관동지구・관서지구） |                 |                       |                    |            |            |

- STORY7과 STORY8은 야구 중계로 인해 22:30 ~ 23:24으로 딜레이 되어 방송 되었다.

| TBS 수요일 10시 드라마              | TBS 수요일 10시 드라마          | TBS 수요일 10시 드라마                   |
| 이전 작품                           | 작품명                          | 다음 작품                                |
| ----------------------------------- | ------------------------------- | ---------------------------------------- |
| 형사☆이치로 (2003.1.15 - 2003.3.12) | 너는 펫 (2003.4.16 - 2003.6.18) | 한 여름의 아빠에게 (2003.7.2 - 2003.9.3) |

## 2017년 텔레비전 드라마
전16화 예정이다. 2017년 2월부터 후지 TV의 지상파 심야 방송 예정.

### 출연진
- 이와야 스미레: 이리야마 노리코[2][3](소녀 시대: 안도 미유)[4]
- 고다 다케시 (모모): 시손 준[2][3]
- 하스미 시게히토: 타케자이 테루노스케[2][3]
- 시로타에 유리: 노로 카요[2][3]
- 후쿠시마 시오리: 야나기 유리나[2][3]
- 시부사와 루미: 시다 유미[2][3]
- 요시다 코이치: 오카베 나오[4]
- 우미노 와타루: 이쿠시마 쇼[4]
- 시로타에 란: 소노미[4]
- 이타미 토모카즈: 오카베 타카시[4]
- 우리야마 카즈오: 요시다 우론타[4]
- 이시다 류타: 마사키 레이야[4]
- 야마구치 아리사: 키노시타 미사키[4]
- 쿠라키 사야카: 오카무라 이즈미[4]
- 혼다 토모나리: 토치하라 라쿠토
- 우메미야 마사코 (제7화 게스트)[5]

### 스태프
- 각본: 고가 후미에[1]
- 연출: 쿠마사카 이즈루[1]
- 제작: 나카에 야스히토[1]
- 어시스턴트 프로듀서: 오카무라 쇼코[1]
- 프로듀서: 요세 아키히코[1]
- 오프닝 테마 곡: 유메미루아도레센스〈Rainbow Rain〉[6]

#### 부제·시청률
| 각 화  | 전달 개시일      | 방송일           | 부제                                                   |
| ------ | ---------------- | ---------------- | ------------------------------------------------------ |
| 제1화  | 2017년 02월 05일 | 2017년 02월 06일 | 미소년의 기르는 방법 美少年の飼い方                    |
| 제2화  | 02월 05일        | 02월 13일        | 펫의 효능 ペットの効能                                 |
| 제3화  | 02월 12일        | 02월 20일        | 첫 남자 vs 펫 初めての男vsペット                       |
| 제4화  | 02월 12일        | 02월 27일        | 생일의 생활 방법 誕生日の過ごし方                      |
| 제5화  | 02월 19일        | 03월 13일        | 떨어져 있어도 생각하고 있습니다 離れていても想ってます |
| 제6화  | 02월 19일        | 03월 27일        | 올바른 응석 방법 正しい甘え方                          |
| 제7화  | 02월 26일        | 04월 03일        | 집에 돌아 가자 うちへ帰ろう                            |
| 제8화  | 02월 26일        | 04월 10일        | 둘도없는 존재 かけがえのない存在                       |
| 제9화  | 03월 05일        | 05월 1일         | 있는 그대로의 너를 사랑해 ありのままの君を愛してる     |
| 제10화 | 03월 05일        |                  | 주인 실격!? 飼い主失格!?                               |
| 제11화 | 03월 12일        |                  | Fight!                                                 |
| 제12화 | 03월 12일        |                  | 그의 주거지 못하는 사이에... 彼の居ぬ間に...           |
| 제13화 | 03월 19일        |                  | 스위치...ON スイッチ...ON                              |
| 제14화 | 03월 19일        |                  | 바이 바이, 모모... バイバイ、モモ...                   |
| 제15화 | 03월 26일        |                  | 달콤한 꿈에서 깨어... 甘い夢から覚めて...              |
| 최종화 | 03월 26일        |                  | 비오는 날의 약속 雨の日の約束                          |